# Blanche de Richemont
Pour les autres membres de la famille, voir Famille Panon Desbassayns de Richemont.
Blanche de Richemont, née à Paris en 1978, est une écrivaine, philosophe, journaliste, conférencière française.

## Biographie
Blanche de Richemont est née à Paris en 1978. Elle est la fille de l'homme politique Henri de Richemont. Après une hypokhâgne, elle a obtenu un DEA de philosophie à la Sorbonne.
Blanche de Richemont s'est rendue à plusieurs reprises dans le désert : dans le désert du Sinaï, en Tunisie, en Algérie à plusieurs reprises ainsi qu'en Libye. Elle écrit en 2004 son premier livre Éloge du désert, inspiré par son expérience.
L'année suivante, elle rédige le Petit Futé Tunisie (2004-2005).
En 2005, elle suit une caravane de sel sur 800 km, au Mali, entre Tombouctou et la mine de sel de Taoudeni. Ce voyage de deux mois qui fera l'objet d'un reportage dans le Figaro magazine, « Dans l’enfer des caravanes de sel » et d'un récit de voyage dans Le Livre des déserts 2006 et dans Carnets d’aventure en 2007, présentés par Sylvain Tesson. 
Blanche de Richemont vit ensuite quelque temps avec des contrebandiers à la frontière du Mali et de l’Algérie et continue d'explorer le Sahara, puis rejoint la Guinée ou elle vit dans la brousse avec des contemplatives[Lesquelles ?]. Ces expériences seront relatées dans son livre suivant, Éloge du désir.
Après être allée à plusieurs reprises pendant trois ans auprès d'un grand ascète en Inde, Swami Vijayananda, elle relate cette aventure dans Le souffle du Maître en 2015.
Après la publications de plusieurs ouvrages dont un Petit dictionnaire de la joie (Ed Philippe Rey) en 2023, elle publie Allez courage, petit Traité de l'ardeur  aux Presses de la Cité,.
En mars 2024 est également diffusé un documentaire sur Arte, réalisé par Augustin Viatte, Les femmes du désert, où pour elle part  à la rencontre des femmes des sables.

## Œuvres
- Éloge du désert, Presses de la Renaissance, 2004 puis Almora[6]
- Éloge du désir, Presses de la Renaissance, 2007[7].
- Pourquoi pas le silence, éditions Robert Laffont, 2008[8],[9],[10].
- Les Passions interdites, éditions du Rocher, 2009[11].
- Harmonie, éditions Plon, 2011[12].
- Manifeste vagabond, éditions Plon, 2012 puis Presses de la Renaissance[6]
- 50 couples d'exception, éditions du Palais. 2013.
- Le souffle du Maître, Presses de la Renaissance, 2015.
- Le petit dictionnaire de la joie : Chanter l'instant, éditions Philippe Rey, 2017
- Le sourire de l'aube. éditions Fayard. 2020[13]
- Amours inconditionnelles, Ed de l'observatoire, 2021[14].
- Allez courage ! Petit traité de l'ardeur, Presses de la Cité, 2023[15],[16].
- La fille du désert, une vie avec Isabelle Eberhardt, Presses de la Cité, 2024[17],[18].